# Lamentação sobre o Cristo Morto (Donatello)
A Lamentação sobre o Cristo Morto é uma escultura em relevo de bronze de 1455-1460, produzida em sua velhice por Donatello e agora no Museu Vitória e Alberto em Londres. Mede 32,1 por 41,7 cm.